# Jorge Vanossi
Jorge Reinaldo Vanossi (Buenos Aires, 28 de agosto de 1939), é um advogado e político argentino. Foi quatro vezes deputado nacional, e ministro de Justiça da Nação em 2002 durante a presidência de Eduardo Duhalde.

## Biografia
Em 1960 se graduou como advogado, com Diploma de Honra, na Universidade de Buenos Aires. Um ano mais tarde iniciou a carreira docente nessa mesma casa de estudos e depois de vários concursos obteve o cargo de professor titular de Direito Constitucional II, desempenhando-se no cargo até 1991, ano em que renunciou.
Em 1970 obteve o título de Doutor em Ciências Jurídicas e Sociais na Universidade Nacional do Litoral. Político do partido radical, em 1983 e até 1993 ocupou uma banca como deputado nacional pela Capital Federal. Por sua trajetória como deputado recebeu, em 1998, o Prêmio Konex de Platina. É membro titular da Academia Nacional de Ciências de Buenos Aires e da Academia Nacional de Educação.
Em 2002 somou-se ao governo do presidente interino, Eduardo Duhalde, a raiz de um acordo entre este e o setor da União Cívica Radical liderado pelo ex-presidente Raúl Alfonsín. Foi como ministro de Justiça. Em julho desse mesmo ano o Presidente pediu-lhe a renúncia a partir das diferenças suscitadas com Vanossi.
Em setembro de 2003 foi eleito por quarta vez deputado nacional pela cidade de Buenos Aires, desta vez pelo partido Compromisso para a Mudança, integrando a lista que levou como candidato a Chefe de Governo de dita cidade a Mauricio Macri, líder desse espaço político.
Atualmente, foi eleito nas eleições presidenciais de Argentina de 2015 como Parlamentar do Mercosul pelo frente UM distrito nacional, que levava a Sergio Massa como candidato a presidente.